# Chironomus albimaculatus
Chironomus albimaculatus är en tvåvingeart som beskrevs av Shobanov, Wulker och Kiknadze 2002. Chironomus albimaculatus ingår i släktet Chironomus och familjen fjädermyggor. Inga underarter finns listade i Catalogue of Life.